# 포트 멀티플라이어

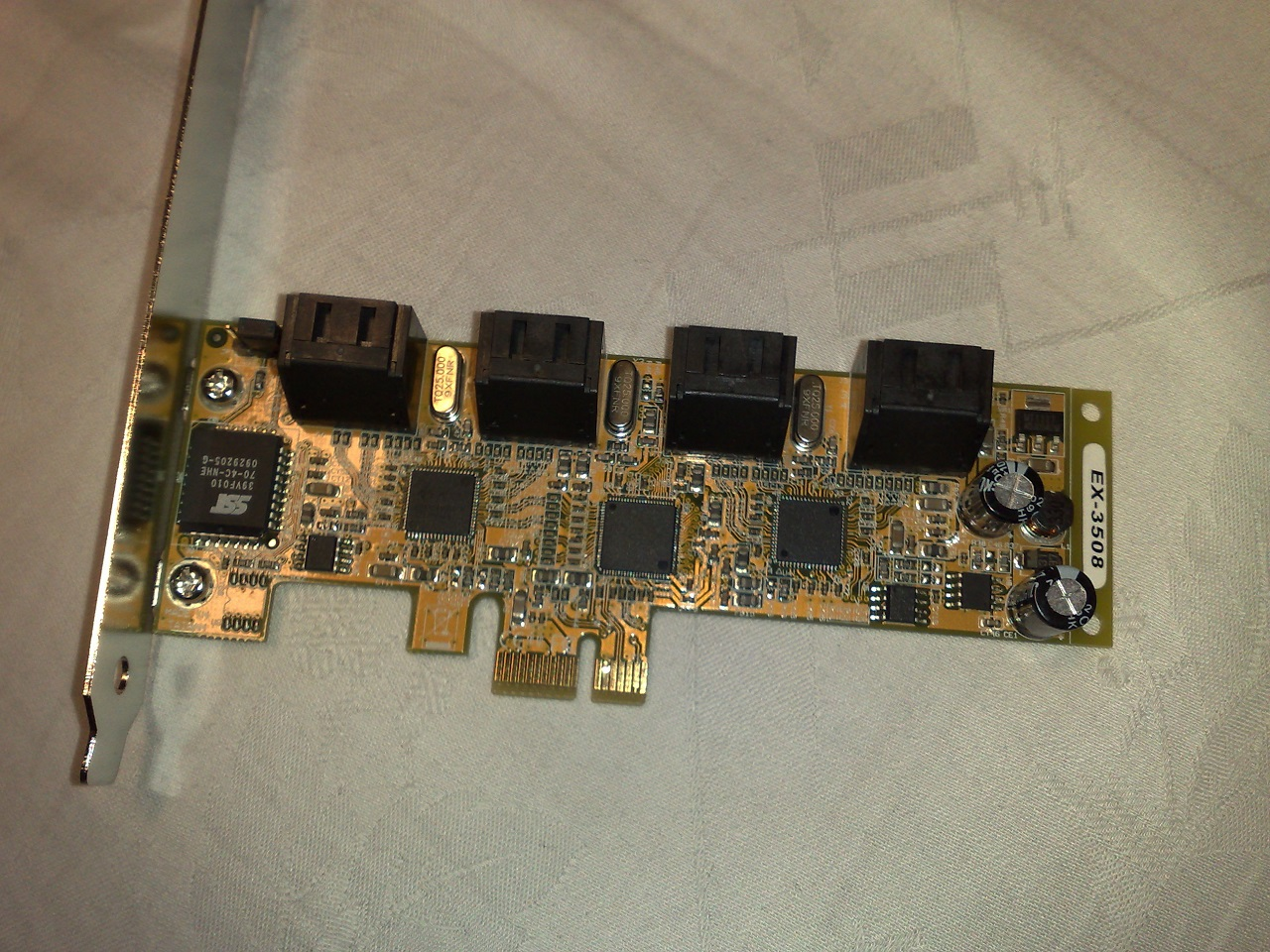
2개의 내장형 SATA 포트 멀티플라이어(PCB 중앙 왼쪽과 오른쪽에 있는 사각형 칩)를 사용하여 카드 칩셋의 SATA 포트 2개를 총 8개의 포트로 "분리"하는 SATA 2.0 (3 Gbit/s) PCI 익스프레스 ×1 확장 카드.

직렬 ATA 포트 멀티플라이어(Port multiplier, SATA PM)는 여러 개의 SATA 장치를 하나의 SATA 호스트 포트에 연결할 수 있도록 하는 장치이다. 많은 일반 컨트롤러는 SATA 컨트롤러의 필수 요구 사항이 아니므로 이 기능을 지원하지 않는다.

## 장점
포트 멀티플라이어는 다음과 같은 잠재적 이점을 가진다:
- 케이블 수 감소(예: 통합 포트 멀티플라이어가 있는 백플레인 또는 외장 다중 드라이브 인클로저 사용 시).
- 추가 SATA 컨트롤러 없이도 추가 드라이브를 지원할 수 있다.

## 포트 증배
직렬 ATA 포트 멀티플라이어는 단방향 분할 장치이다. 하나의 장착된 포트에 최대 15개의 디스크를 연결할 수 있지만, 사용 가능한 대역폭은 컨트롤러와의 링크 대역폭(2012년 기준 1.5, 3 또는 6 Gbit/s)으로 제한된다. 컨트롤러는 여러 드라이브가 연결되어 있음을 인식하지만, 서비스는 연결된 디스크에 투명하게 제공된다. 드라이브는 컨트롤러와 직접 통신한다고 생각하므로 SATA 표준을 준수하는 모든 드라이브를 포트 멀티플라이어에 연결할 수 있다. 포트 멀티플라이어를 구동하는 두 가지 방법이 있다:

### 명령 기반 전환
이 시스템은 자동화된 기계식 A/B 스위치로 생각할 수 있다. 컨트롤러는 한 번에 하나의 디스크에만 명령을 발행할 수 있으며, 현재 트랜잭션에 대한 명령 큐가 완료될 때까지 다른 디스크에 명령을 발행할 수 없다. 이는 NCQ의 사용을 방해하기도 한다. 즉, 링크의 전체 대역폭이 대부분 사용되지 않을 것임을 의미한다. 따라서 이러한 종류의 전환은 성능보다는 용량이 주요 관심사일 때 사용된다.

### FIS 기반 (프레임 정보 구조) 전환
FIS 기반 전환은 USB 허브와 유사하다. 이 전환 방식에서는 호스트 컨트롤러가 언제든지 임의의 드라이브로부터 데이터를 송수신하는 명령을 발행할 수 있다. 균형 조정 알고리즘은 각 드라이브에 사용 가능한 대역폭의 공정한 할당을 보장한다. FIS 기반 전환은 호스트 링크의 집합적 포화를 허용하며 NCQ를 방해하지 않는다.

## 성능
포트 멀티플라이어를 사용하여 단일 SATA 호스트 포트에 최대 15개의 장치를 연결할 수 있다. 총 대역폭은 여전히 단일 SATA 포트의 대역폭으로 제한된다.

## 신뢰성
연결된 드라이브의 가용성이 문제되는 시나리오에서 포트 멀티플라이어를 사용할 경우, 단일 드라이브의 고장으로 인해 호스트 포트가 잠겨 해당 포트를 통해 연결된 모든 드라이브에 대한 접근이 방해되거나 심각하게 저하될 수 있어 전반적인 신뢰성에 심각한 영향을 미칠 수 있다.